# Stade de la Légion Saint-Michel
Le stade de la Légion Saint-Michel, de son premier nom Stade de la rue Olivier-de-Serres, est un ancien stade, se trouvant rue Olivier-de-Serres dans le 15e arrondissement de Paris.

## Histoire
Ce stade accueillit la finale de la première édition de la Coupe de France de football, en 1917-1918. Elle opposa l'Olympique de Pantin au FC Lyon, le 5 mai 1918, et se solda par une victoire de l'Olympique de Pantin (3-0). Ce site est avec le Parc des Princes, le stade Bergeyre, le stade Pershing, le stade olympique Yves-du-Manoir de Colombes, le stade de Paris (Bauer) de Saint-Ouen et le Stade de France de Saint-Denis, l'un des sept stades parisiens qui accueillit la finale de la coupe de France.